# Tschetschenien
Koordinaten: 43° 16′ N, 45° 45′ O
Tschetschenien (tschetschenisch Нохчийн Республика, Noxçiyn Respublika, kurz: Нохчийчоь/Noxçiyçö, russisch Чеченская Республика/Tschetschenskaja Respublika, kurz: Чечня/Tschetschnja) ist eine im Nordkaukasus gelegene autonome Republik der Russischen Föderation. Die Region hat etwa 1,5 Millionen Einwohner und ist Heimat der überwiegend muslimischen Tschetschenen.
Die aus der Tschetscheno-Inguschischen ASSR hervorgegangene Republik war nach der Auflösung der Sowjetunion Schauplatz von zwei Kriegen zwischen teils islamistischen Separatisten und der russischen Zentralregierung, die zu schweren Zerstörungen führten. Der Konflikt endete mit dem Verbleib Tschetscheniens im russischen Staatsverband. Die tschetschenische Exilregierung ist Mitglied der UNPO. Teile der tschetschenischen Unabhängigkeitsbewegung wechselten 2007 zum Kaukasus-Emirat, das ebenfalls Anspruch auf Tschetschenien erhob.
Seit Ende der Kriege begann eine wirtschaftliche Erholung und der Wiederaufbau der Region. Sie wird seither allerdings zunehmend diktatorisch von Ramsan Kadyrow regiert. Unter ihm kommt es regelmäßig zu schweren Menschenrechtsverletzungen wie außergerichtlichen Tötungen und Folter seiner Gegner und vermuteter homosexueller Männer, was von der russischen Regierung geduldet wird.

## Lage
Tschetschenien, früher im Föderationskreis Südrussland gelegen, wurde durch eine Ausgliederung ab dem 19. Januar 2010 dem neu gebildeten Föderationskreis Nordkaukasus zugeordnet. Es grenzt im Süden an Georgien, im Osten an die autonome Republik Dagestan, im Westen an die autonomen Republiken Inguschetien und Nordossetien-Alanien sowie im Norden an die Region Stawropol und wird vom Fluss Terek durchquert.

## Bevölkerung
Tschetschenien hat 1.533.209 Einwohner (Stand 2022). Es sind wegen des jahrelangen Bürgerkriegs fast nur noch Tschetschenen, denn die früher zahlreichen Minderheiten, darunter Russen, Inguschen, Armenier und Ukrainer, haben das Land infolge des Krieges größtenteils verlassen. Als die Tschetschenen nach dem Zweiten Weltkrieg unter Stalin deportiert wurden, war die Region kurzfristig mehrheitlich von Russen bewohnt, nach der Wiederherstellung Tschetscheno-Inguschetiens erlangten die Tschetschenen ihre Bevölkerungsmehrheit aber zurück. Neben der Hauptstadt Grosny war der Norden Tschetscheniens das Zentrum der russischen Minderheit. Nordtschetschenien war teilweise erst Ende der 1950er-Jahre an Tschetschenien angeschlossen worden und bis dahin mehrheitlich von Russen bewohnt. In den Rajons Naurski und Schelkowskoi, die erst 1957 zu Tschetschenien kamen, lag 1939 der russische Bevölkerungsanteil bei 94 % bzw. 86 %, der der Tschetschenen bei 0,1 % bzw. 0,8 %. Seit den 1960er-Jahren nahm der russische Bevölkerungsanteil in Tschetschenien kontinuierlich ab, was zum einen an einer niedrigeren Geburtenrate lag, zum anderen an Abwanderung aus wirtschaftlichen Gründen und wegen zunehmender ethnischer Spannungen zwischen Russen und Tschetschenen. Mit dem Beginn des ersten Tschetschenienkrieges kam es zu einem Kollaps der Wirtschaft und ethnischen Säuberungen gegen Russen, die in einem Exodus dieser Bevölkerungsgruppe gipfelten. 160.000 Einwohner Tschetscheniens seien nach offiziellen Angaben seit 1994 durch den Krieg und seine Folgen ums Leben gekommen, teilte im August 2005 der tschetschenische Staatsratsvorsitzende Taus Dschabrailow mit. Von den Opfern seien etwa 100.000 russischer Abstammung, weitere 30.000 bis 40.000 seien tschetschenische Kämpfer oder Zivilisten gewesen, schätzte er. Die Zahl der zwischen 1991 und 1994 im Laufe der ethnischen Säuberungen aus Tschetschenien vertriebenen Russen wurde vom russischen Innenministerium mit über 20.000 angegeben. Diese Daten werden nicht durch unabhängige Quellen bestätigt.
Laut amtlicher Bevölkerungszählung von 2002 beträgt die Anzahl der Tschetschenen in Russland 1.360.253 Personen (1989: 898.999 Personen). Die Sprache der Tschetschenen gehört zu den kaukasischen Sprachen. Die Tschetschenen bekennen sich überwiegend zum Islam.
| Volksgruppe | VZ 1926 1 | VZ 1926 1 | VZ 1939 1 | VZ 1939 1 | VZ 1959 1 | VZ 1959 1 | VZ 1970 1 | VZ 1970 1 | VZ 1979 1 | VZ 1979 1 | VZ 1989 1 | VZ 1989 1 | VZ 2002   | VZ 2002 | VZ 2010 2 | VZ 2010 2 |
| Volksgruppe | Anzahl    | %         | Anzahl    | %         | Anzahl    | %         | Anzahl    | %         | Anzahl    | %         | Anzahl    | %         | Anzahl    | %       | Anzahl    | %         |
| --- | --------- | --------- | --------- | --------- | --------- | --------- | --------- | --------- | --------- | --------- | --------- | --------- | --------- | ------- | --------- | --------- |
| Tschetschenen | 293.298   | 67,3 %    | 360.889   | 58,0 %    | 238.331   | 39,7 %    | 499.962   | 54,7 %    | 602.223   | 60,1 %    | 715.306   | 66,0 %    | 1.031.647 | 93,5 %  | 1.206.551 | 95,1 %    |
| Russen | 103.271   | 23,7 %    | 213.354   | 34,3 %    | 296.794   | 49,4 %    | 329.701   | 36,1 %    | 309.079   | 30,8 %    | 269.130   | 24,8 %    | 40.645    | 3,7 %   | 24.382    | 1,9 %     |
| Kumyken | 2.217     | 0,5 %     | 3.575     | 0,6 %     | k.Ang.    | ?,?%      | 6.865     | 0,8 %     | 7.808     | 0,8 %     | 9.591     | 0,9 %     | 8.883     | 0,8 %   | 12.221    | 1,0 %     |
| Awaren | 830       | 0,2 %     | 2.906     | 0,5 %     | k.Ang.    | ?,?%      | 4.196     | 0,5 %     | 4.793     | 0,5 %     | 6.035     | 0,6 %     | 4.133     | 0,4 %   | 4.864     | 0,4 %     |
| Nogaier | 162       | 0,1 %     | 1.302     | 0,2 %     | k.Ang.    | ?,?%      | 5.503     | 0,6 %     | 6.079     | 0,6 %     | 6.885     | 0,6 %     | 3.572     | 0,3 %   | 3.444     | 0,3 %     |
| Inguschen | 798       | 0,2 %     | 4.338     | 0,7 %     | 3.639     | 0,6 %     | 14.543    | 1,6 %     | 20.855    | 2,1 %     | 25.136    | 2,3 %     | 2.914     | 0,3 %   | 1.296     | 0,1 %     |
| Ukrainer | 11.474    | 2,6 %     | 8.614     | 1,4 %     | 11.947    | 2,0 %     | 11.608    | 1,3 %     | 11.334    | 1,1 %     | 11.884    | 1,1 %     | 829       | 0,1 %   | 415       | 0,03 %    |
| Armenier | 5.978     | 1,4 %     | 8.396     | 1,3 %     | 12.136    | 2,0 %     | 13.948    | 1,5 %     | 14.438    | 1,4 %     | 14.666    | 1,4 %     | 424       | 0,1 %   | 514       | 0,04 %    |
| Andere 3 | 18.042    | 4,1 %     | 18.646    | 3,0 %     | 37.550    | 6,3 %     | 28.057    | 3,1 %     | 25.621    | 2,6 %     | 25.800    | 2,4 %     | 10.639    | 1,0 %   | 15.302    | 1,2 %     |
| Einwohner | 436.070   | 100 %     | 622.020   | 100 %     | 600.397   | 100 %     | 914.383   | 100 %     | 1.002.230 | 100 %     | 1.084.433 | 100 %     | 1.103.686 | 100 %   | 1.268.989 | 100 %     |
| 1heutiges Gebiet 2 2.515 Personen konnten keiner Volksgruppe zugeteilt werden. Diese Menschen verteilen sich vermutlich anteilmäßig gleich der ethnischen Struktur der Einwohner. 3 darunter 1.656 Tabassaranen, 1.484 Türken und 1.466 Tataren |           |           |           |           |           |           |           |           |           |           |           |           |           |         |           |           |

## Geschichte
Zur früheren Geschichte: siehe Tschetschenen
Die russische Einflussnahme in Tschetschenien begann bereits im 16. Jahrhundert, als 1559 die Kosakenfestung Tarki gegründet wurde und 1587 das erste Kosakenheer entstand. Zu dieser Zeit lebten die Tschetschenen allerdings noch im gebirgigen Südteil, die Ebenen im Norden wurden erst im Laufe des 17. und 18. Jahrhunderts allmählich besiedelt. Nachdem sich bis 1801 die orthodoxen Länder Georgien und Ossetien unter den Schutz Russlands vor den Osmanen gestellt hatten, wurde die Georgische Heerstraße gebaut, die nahe an Tschetschenien vorbeiführte. Sie stellte die strategisch wichtigste Verbindung Russlands nach Südkaukasien dar und war eine häufige Zielscheibe für Raubüberfälle der Tschetschenen und Inguschen. Im Gegenzug entsandte Russland immer wieder Strafexpeditionen in das Gebiet der Bergvölker. Auch die Terekkosaken siedelten sich in Tschetschenien an.

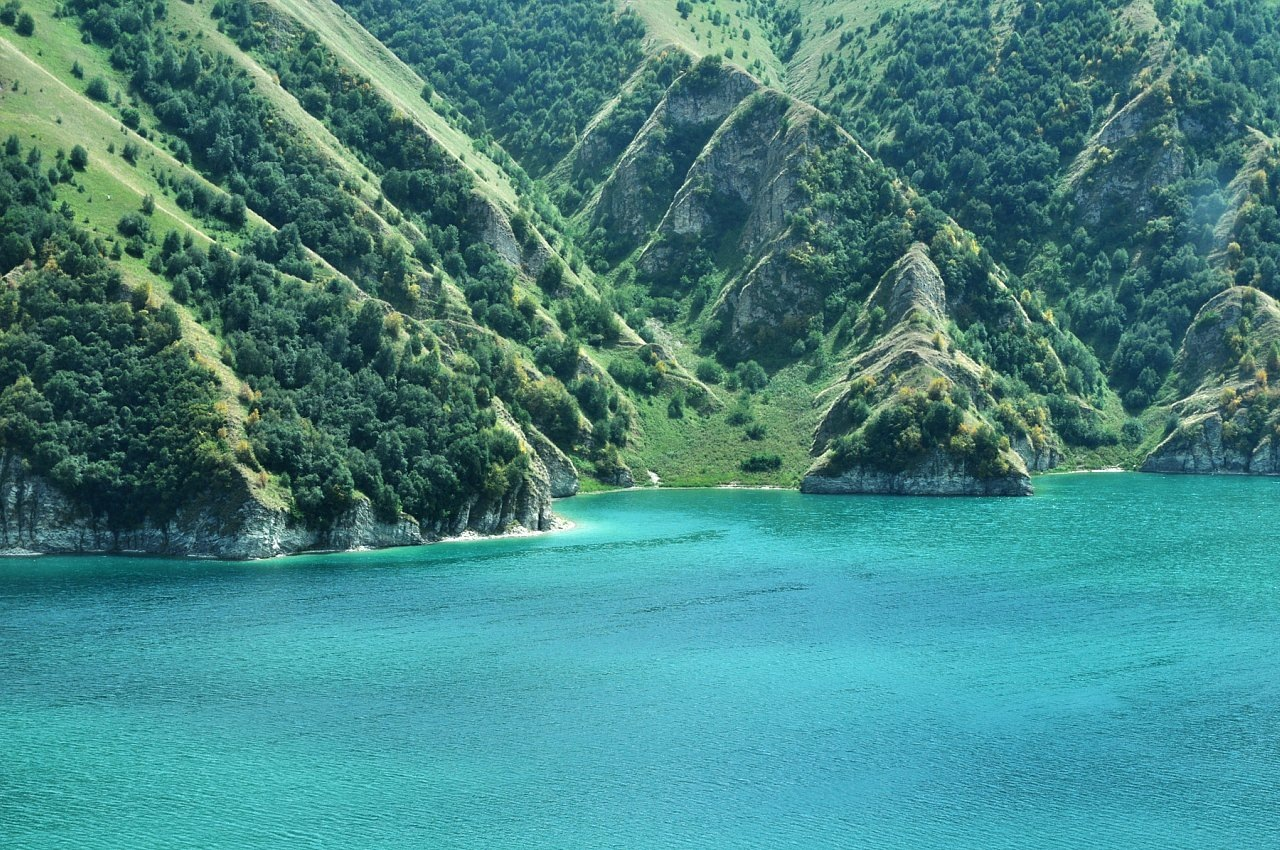
Kesenoiam-Bergsee in Tschetschenien

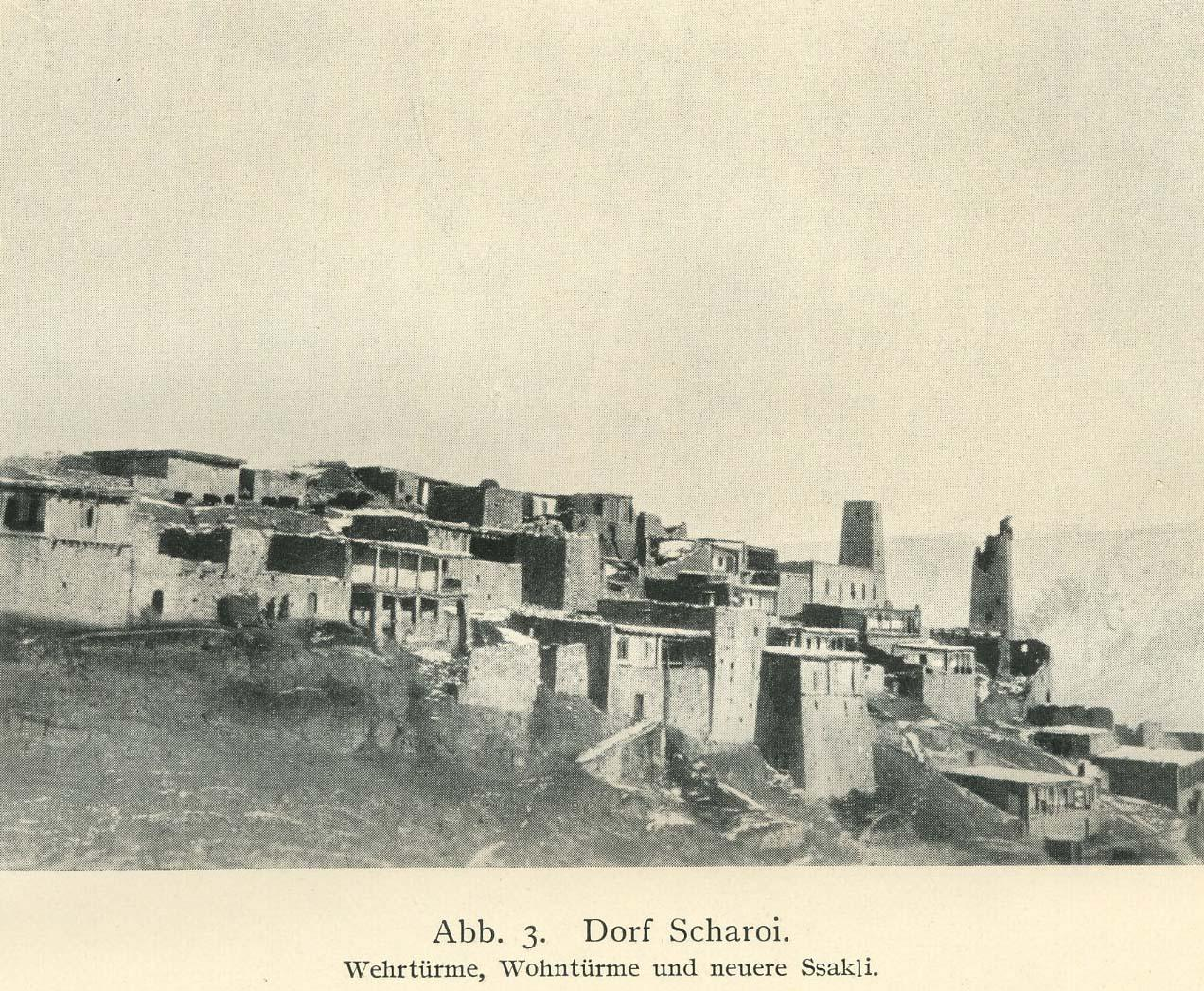
Tschetschenisches Dorf (Aul) im 19. Jahrhundert

Die Bergvölker widersetzten sich zäh den Russen. In den so genannten Muridenkriegen von 1828 bis 1859 wurden sie von Imam Schamil, einem Dagestaner, angeführt. Nach seiner Gefangennahme 1859 dauerte es noch bis 1864, bis die russischen Offiziere das Land durch weitere Kriegsmaßnahmen unter ihre Verwaltung gebracht hatten. Allerdings erstreckte sich ihre Macht nur auf die militärischen Stützpunkte entlang der Heerstraßen. Obwohl die russischen Truppen zahlenmäßig und waffentechnisch weit überlegen waren, leistete ein großer Teil der Bergbevölkerung weiteren Widerstand. Während des Russisch-Osmanischen Kriegs (1877–1878) erhoben sich die Kaukasier erneut gegen Russland. Dieser Aufstand wurde niedergeschlagen. Die russische Besatzung löste eine Auswanderungs- und Deportationswelle aus, die bis zum Ende des 19. Jahrhunderts anhielt. Tausende Kaukasier wurden in das Osmanische Reich (das damals außer der heutigen Türkei auch alle Länder des vorderen Orients einschloss) deportiert oder flüchteten dorthin.(→Muhacir) In den eingenommenen Städten und Dörfern wurden unter anderem Kosaken und Armenier angesiedelt. Tschetschenien gehörte während des Bestehens des Russischen Reiches zur Oblast Terek.

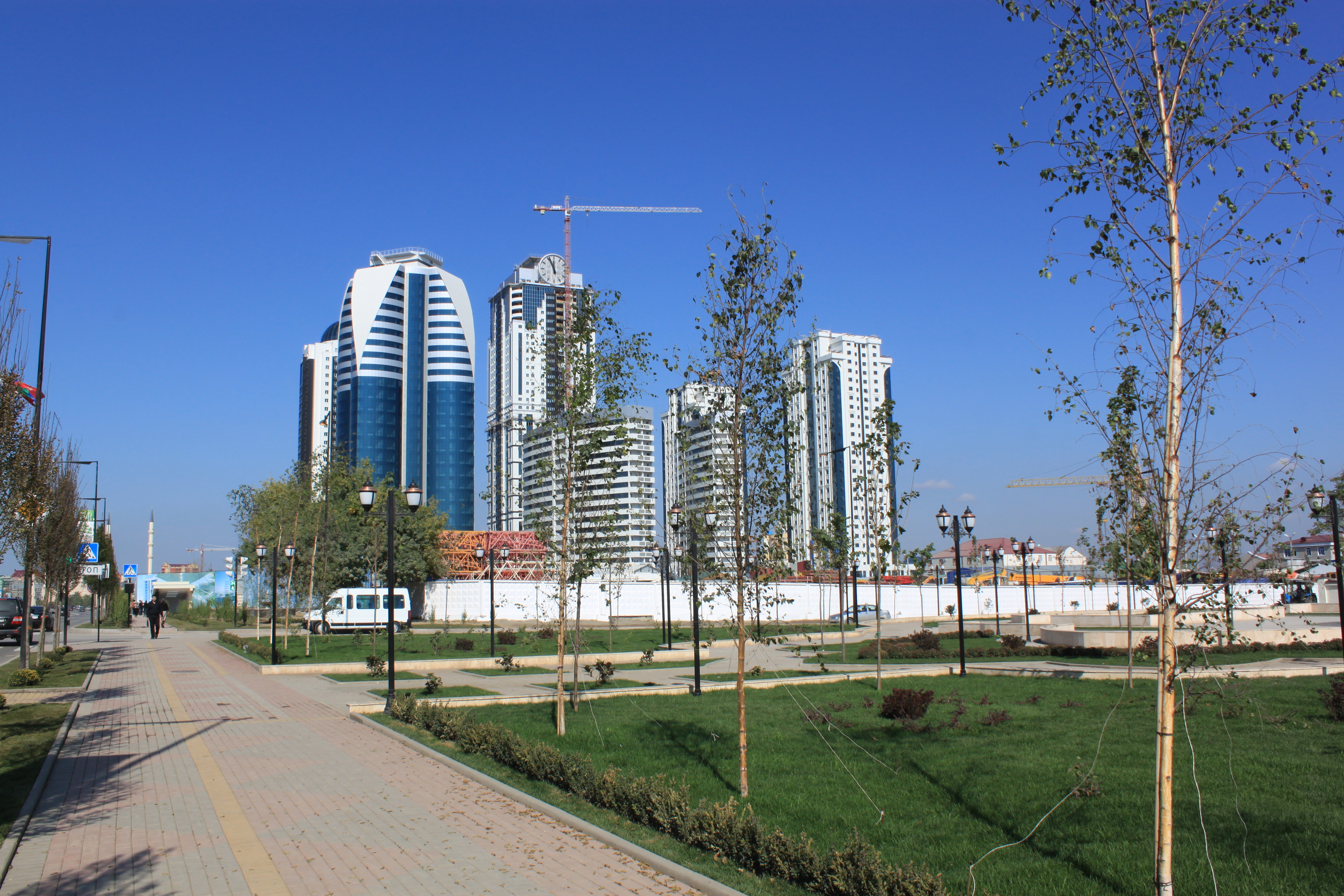
Die Hauptstadt Grosny

In Folge des Zerfalls des Russischen Kaiserreiches nach der Februarrevolution und der Oktoberrevolution bildete sich ab 1917 im Nordkaukasus die Bergrepublik, die bis 1918/19 bzw. 1920 bestand und von der weißen Freiwilligenarmee unter General Anton Iwanowitsch Denikin zerschlagen wurde. Schließlich wurde das Gebiet Anfang 1920 von der Roten Armee unter Sergo Ordschonikidse erobert.
1921 wurde Tschetschenien Teil der Sowjetischen Gebirgsrepublik und 1922 Autonomes Gebiet, das seinerseits 1934 mit dem inguschischen Autonomen Gebiet zum Tschetscheno-Inguschischen Autonomen Gebiet vereint wurde und 1936 den Status einer ASSR erhielt. 1939 lebten in Tschetschenien 622.000 Menschen, von denen 58 % Tschetschenen und 34,3 % Russen waren.
Nach einer anfänglichen, vergleichsweise liberalen Phase unter Lenin, in der die Sprachen kleinerer Völker, darunter auch das Tschetschenische, zur Schriftsprache ausgebaut und gefördert wurden (Korenisazija), kehrte die Sowjetunion unter Stalin bald zu einer repressiven Kulturpolitik zurück, die speziell in Tschetschenien zu Unzufriedenheit führte. Ab 1939 kam es dort zu ersten Unruhen, bevor 1940/41 ein anti-sowjetischer Aufstand unter Führung von Hassan Israilow begann. Die Rebellion der Tschetschenen und anderer Kaukasusvölker wurde auch von einigen deutschen Saboteuren unterstützt (→Unternehmen Schamil). Tatsächlich unterstützten nur wenige Tschetschenen den Aufstand Israilows, der 1943 über rund 18.000 Unterstützer verfügte. Ob der tschetschenisch-nationalistisch gesinnte Ex-Kommunist Israilow seine Hoffnungen in die Wehrmacht steckte und zur Kollaboration bereit war, wird kontrovers diskutiert. Es gab allerdings nur kurzzeitig wenige Kontakte von Ende August bis Anfang Dezember 1942. Nachdem die deutsche Wehrmacht nicht bis nach Tschetschenien hatte vordringen können, wurde der Aufstand nach anfänglichen Erfolgen schnell niedergeschlagen.
Wegen der unter Historikern in ihrem Ausmaß umstrittenen Kollaboration mit den deutschen Besatzern beschloss die sowjetische Führung nach der Rückeroberung der Region die ausnahmslose gewaltsame Deportation aller Tschetschenen und Inguschen nach Zentralasien, speziell nach Kasachstan und Kirgisistan. Zuständig für die Deportation war Lawrentij Berija, Volkskommissar für innere Angelegenheiten (NKWD), die unmittelbare Durchführung der Deportation lag bei Berijas Stellvertreter Iwan Serow.
Im Februar 1944 wurden 408.000 Tschetschenen und 92.000 Inguschen vom NKWD in Viehwaggons nach Kasachstan und Mittelasien deportiert. Bei der Deportation starben nach offiziellen Zahlen etwa 13.000 Menschen; wenngleich einige Historiker schätzen, dass bis zu 25 % der Deportierten in den ersten vier Jahren starben. Personen, die Widerstand gegen die Deportation leisteten, wurden meist hingerichtet, zum Teil kam es auch zu wahllosen Tötungen, so etwa im Dorf Chaibach, wo unter der Leitung des Georgiers Michail Gwischiani über 700 Menschen in einer Scheune verbrannt wurden.
Die sowjetische Republik Tschetscheno-Inguschetien wurde aufgelöst und kleinere Bereiche wurden den angrenzenden Republiken zugeteilt. Zu einem großen Teil wurde das Gebiet in die neu geschaffene Oblast Grosny integriert. In die verlassenen tschetschenischen Dörfer zogen zum Teil Neuankömmlinge aus dem Westen der Sowjetunion, deren Heimat vom Krieg zerstört worden war; meist waren dies Russen und Ukrainer. In vielen Fällen wurden tschetschenische Kultur- und Baudenkmäler zerstört.
Nach Stalins Tod setzte unter Nikita Chruschtschow eine Entspannung ein. Chruschtschow erlaubte den Tschetschenen 1957, in ihre Heimat zurückzukehren und rehabilitierte sie offiziell. Die Tschetscheno-Inguschische ASSR wurde wiederhergestellt, das Tschetschenische als lokale Amtssprache wieder zugelassen. Einige Gebiete, die 1944 an Nordossetien abgetreten worden waren, wurden jedoch nicht an Tschetscheno-Inguschetien zurückgegeben. Es erhielt im Gegenzug dazu Territorium, das vor dem Zweiten Weltkrieg zur Region Stawropol gehört hatte, mehrheitlich von Russen bewohnt war und in dem 1939 keine Tschetschenen gelebt hatten. Dabei handelte es sich um die heute im Norden Tschetscheniens gelegenen Rajons Naurski und Schelkowskoi, die rund ein Drittel der Fläche des heutigen Tschetscheniens ausmachen.
Als die Tschetschenen in großen Zahlen wieder zurückkehrten, kam es immer wieder zu Auseinandersetzungen zwischen den heimkehrenden Tschetschenen und den dort lebenden Russen und Ukrainern. Manche von diesen hatten sich erst ab 1944 in Tschetschenien niedergelassen, inzwischen aber eine Existenz dort aufgebaut und nahmen tschetschenische Besitzansprüche als Bedrohung wahr. Hinzu kam, dass viele alteingesessene Russen die Tschetschenen noch immer als Nazi-Kollaborateure betrachteten. Teilweise schwelten diese Konflikte unter der Oberfläche weiter und kamen erst nach dem Ende der Sowjetunion zum Ausbruch. So war etwa Grosny bis 1991 eine Stadt mit zwei Parallelgesellschaften, von denen eine aus Tschetschenen, die andere aus Russen, Armeniern und Ukrainern bestand.
Beim Zensus von 1959 waren in Tschetschenien wieder knapp 40 % der Bevölkerung Tschetschenen und 49,4 % Russen. Aufgrund höherer Geburtenrate und Abwanderung anderer Volksgruppen stieg der Bevölkerungsanteil der Tschetschenen in den nachfolgenden Jahrzehnten, während die Russen zunehmend in die Minderheit gerieten – auch in Naurski und Schelkowskoi, wo sie historisch die Bevölkerungsmehrheit darstellten. In den 1970er-Jahren verloren die Russen ihre Bevölkerungsmehrheit in den beiden letztgenannten Distrikten, nur in der Hauptstadt Grosny bildeten sie noch die Mehrheit. Bis 1989 stieg der Bevölkerungsanteil der Tschetschenen auf 66 %.
Als sich der Zerfall der Sowjetunion abzeichnete, kam auch in Tschetschenien eine separatistische Bewegung auf. Boris Jelzin warb 1990 für weitreichendere Autonomierechte für Tschetschenien und hoffte so (erfolglos), dortige Nationalisten zu beschwichtigen.

### Ausrufung der Tschetschenischen Republik Itschkerien
Zur Sowjetzeit hatten verschiedene Regionen einen unterschiedlichen Status erhalten. Regionen, die als Sozialistische Sowjetrepubliken in das System der UdSSR integriert waren, wurden nach 1991 als unabhängige Staaten anerkannt (z. B. Kasachstan oder die Ukraine). Autonome Sowjetrepubliken wiederum waren Teil einer übergeordneten Sowjetrepublik, im Falle Tschetscheniens war dies die Russische Sowjetrepublik.
Im September 1991, als die Auflösung der Sowjetunion nur noch eine Formalie war, wurde der bisherige, pro-russische Regierungschef Tschetscheniens, Doku Sawgajew, durch den ehemaligen Luftwaffengeneral und Nationalisten Dschochar Dudajew abgelöst. Dudajew leistete seinen Amtseid auf den Koran und strebte als neuer Regierungschef die Unabhängigkeit an. Kurz darauf trennte sich Inguschetien von Tschetschenien und entschied sich für einen Verbleib bei Russland.
Noch im Oktober organisierte Dudajew ein umstrittenes Unabhängigkeitsreferendum. Am 27. Oktober 1991 stimmten bei einer Wahlbeteiligung von 72 % angeblich über 90 % für die Unabhängigkeit. Moskau-freundliche tschetschenische Politiker wie Ruslan Chasbulatow zweifelten das Ergebnis und die Durchführung an und bestritten, dass es eine Mehrheit für die Unabhängigkeit gebe. Der Historiker John B. Dunlop hingegen schätzt, dass zu jenem Zeitpunkt etwa 60 % der Bevölkerung Tschetscheniens eine Unabhängigkeit befürworteten. Weder der sowjetische Präsident Michail Gorbatschow noch sein Nachfolger, der russische Präsident Boris Jelzin, erkannten dies an.
Am 1. November 1991 erklärte Dudajew einseitig die Unabhängigkeit Tschetscheniens. Russland akzeptierte die Entscheidung nicht, erklärte Dudajews Regierung für nicht legitim und verhängte den Ausnahmezustand über Tschetschenien. Truppen des russischen Innenministeriums wurden jedoch zurückgeschlagen.
Russland versuchte weiterhin, Einfluss auf Tschetschenien zu nehmen, und unterstützte dort pro-russische Politiker. De facto war Tschetschenien nun aber unabhängig, wenngleich internationale Anerkennung ausblieb. Die einzigen Ausnahmen waren Georgien in der Regierungszeit von Swiad Gamsachurdia zwischen 1991 und 1992 und das Islamische Emirat Afghanistan.
Dudajew verfolgte innenpolitisch eine anti-russische Politik, versuchte die russische Sprache zu verdrängen, schaffte das kyrillische Alphabet ab und belebte das tschetschenische Clansystem neu. Durch Diskriminierung und teils offene Gewalt wurden die meisten nicht-tschetschenischen Bewohner in die Flucht getrieben. Die Wirtschaft der Region kollabierte und die Kriminalität blühte auf. Dudajew war wegen seiner erfolglosen Wirtschaftspolitik auch in Tschetschenien höchst umstritten und immer Kritik aus den eigenen Reihen ausgesetzt. Unterdessen steigerte er seine anti-russische Rhetorik immer weiter und behauptete schließlich sogar, Russland verursache Erdbeben in Armenien und Georgien, um damit Tschetschenien zu schaden. 1993 kam es zu Konflikten zwischen dem Parlament und Dudajew, gegen den sich eine breite Opposition, auch unter Unabhängigkeitsbefürwortern, und kurz darauf eine pro-russische Gegenregierung bildete.

### Erster Tschetschenienkrieg
Im Herbst 1994 unterstützte Russland einen Putsch des pro-russischen Politikers Umar Awturchanow, der jedoch scheiterte. Bei den Versuchen, Awturchanow und dessen Unterstützer aus Grosny zu befreien, wurden bis zu 70 russische Soldaten und pro-russische Milizionäre gefangen genommen und ein Kampfhubschrauber über Grosny abgeschossen. Daraufhin stellte der russische Präsident Jelzin den Tschetschenen ein Ultimatum, das sie jedoch verstreichen ließen.
Am 11. Dezember 1994 begann damit der Erste Tschetschenienkrieg, als russische Truppen nach Tschetschenien einrückten. Ursprünglich plante Russland, die Region innerhalb weniger Tage einzunehmen und anschließend wieder einzugliedern, der Feldzug entwickelte sich jedoch zum Desaster. Die russischen Verbände bestanden zu einem großen Teil aus unerfahrenen Wehrdienstleistenden oder waren erst kürzlich neu formiert worden und besaßen wenig inneren Zusammenhalt. Nach anfänglichen Erfolgen gestaltete sich bereits die Einnahme Grosnys als verlustreich und langwierig. Die russische Kampfmoral war von Anfang an gering, die tschetschenischen Kräfte erhielten massive Unterstützung aus dem Ausland, besonders aus der islamischen Welt, und wechselten zur Guerillakriegsführung. Die Kampfhandlungen dehnten sich auf angrenzende Regionen aus, so etwa wie im Falle der Geiselnahme von Budjonnowsk. Die russischen Verluste waren während des ganzen Krieges äußerst hoch und führten zu Widerstand in der russischen Bevölkerung. Im August 1996 gelang es den Tschetschenen, Grosny zurückzuerobern. Die russische Armee verlor dabei mehrere hundert Soldaten und erlitt eine dramatische und demütigende Niederlage.
Daraufhin schloss Russland, vertreten durch General Alexander Lebed, einen Friedensvertrag mit Tschetschenien und zog sich zurück. Der Vertrag bestätigte zwar die Eigenstaatlichkeit des Landes nicht, akzeptierte aber de facto die Regierung der Rebellen als Verhandlungspartner und sah weitere Gespräche mit ihnen vor.
Der Krieg hatte auch auf tschetschenischer Seite viele Opfer gefordert und die wirtschaftliche Lage war nun noch prekärer als zuvor. Dies führte zur Radikalisierung weiter Teile der tschetschenischen Gesellschaft und Führung. Der saudische Wahhabismus hatte ebenso wie dschihadistische Ideen Einzug gehalten. Zwischen 1996 und 1999 wurde die Scharia in Tschetschenien eingeführt; im Zuge der islamistischen Gewaltherrschaft, die von willkürlichen Übergriffen auf die Zivilbevölkerung gekennzeichnet war, wurden andere Kultureinflüsse verboten und bereits für kleine Delikte die Todesstrafe verhängt.

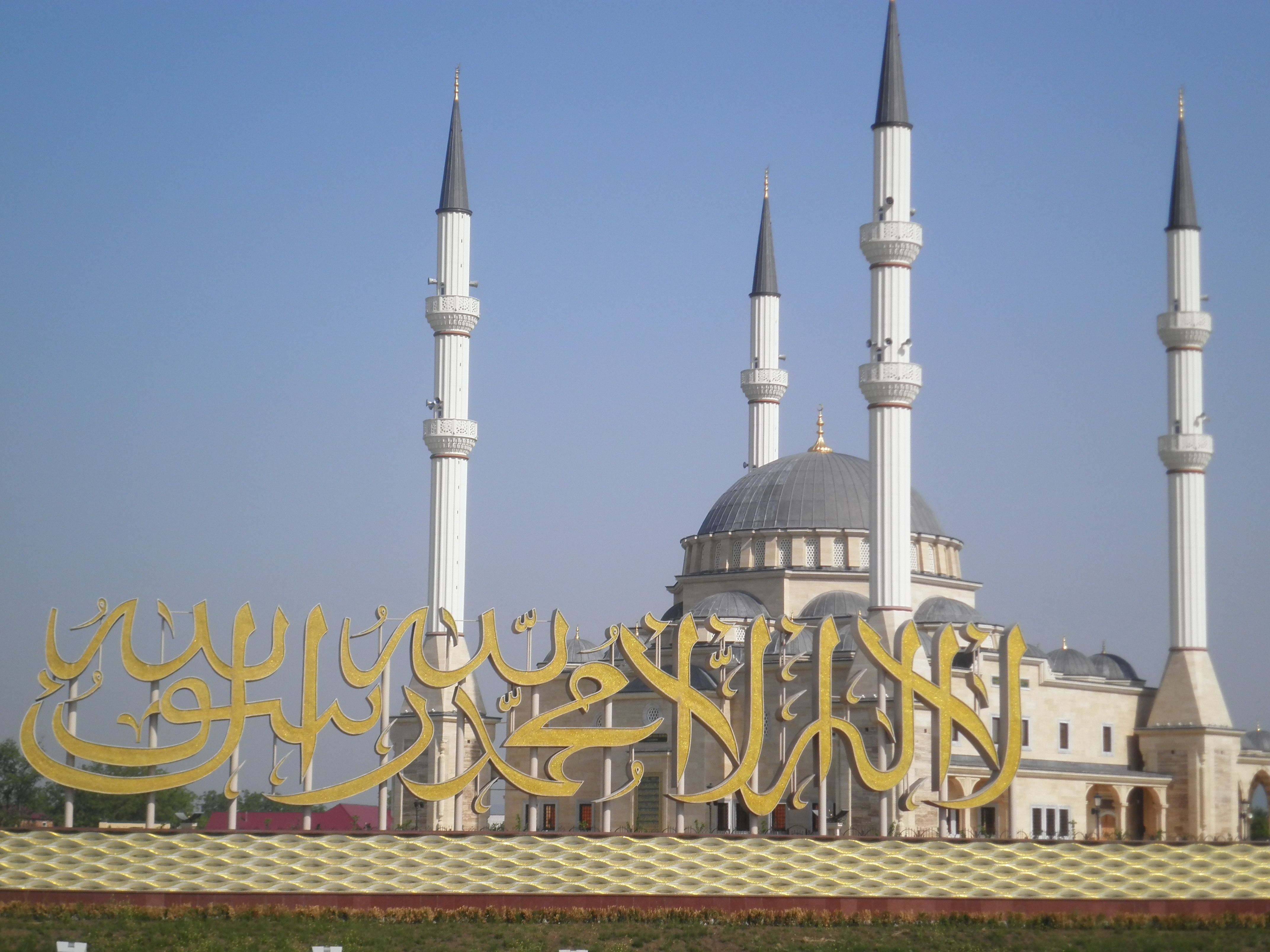
Moschee in Gudermes

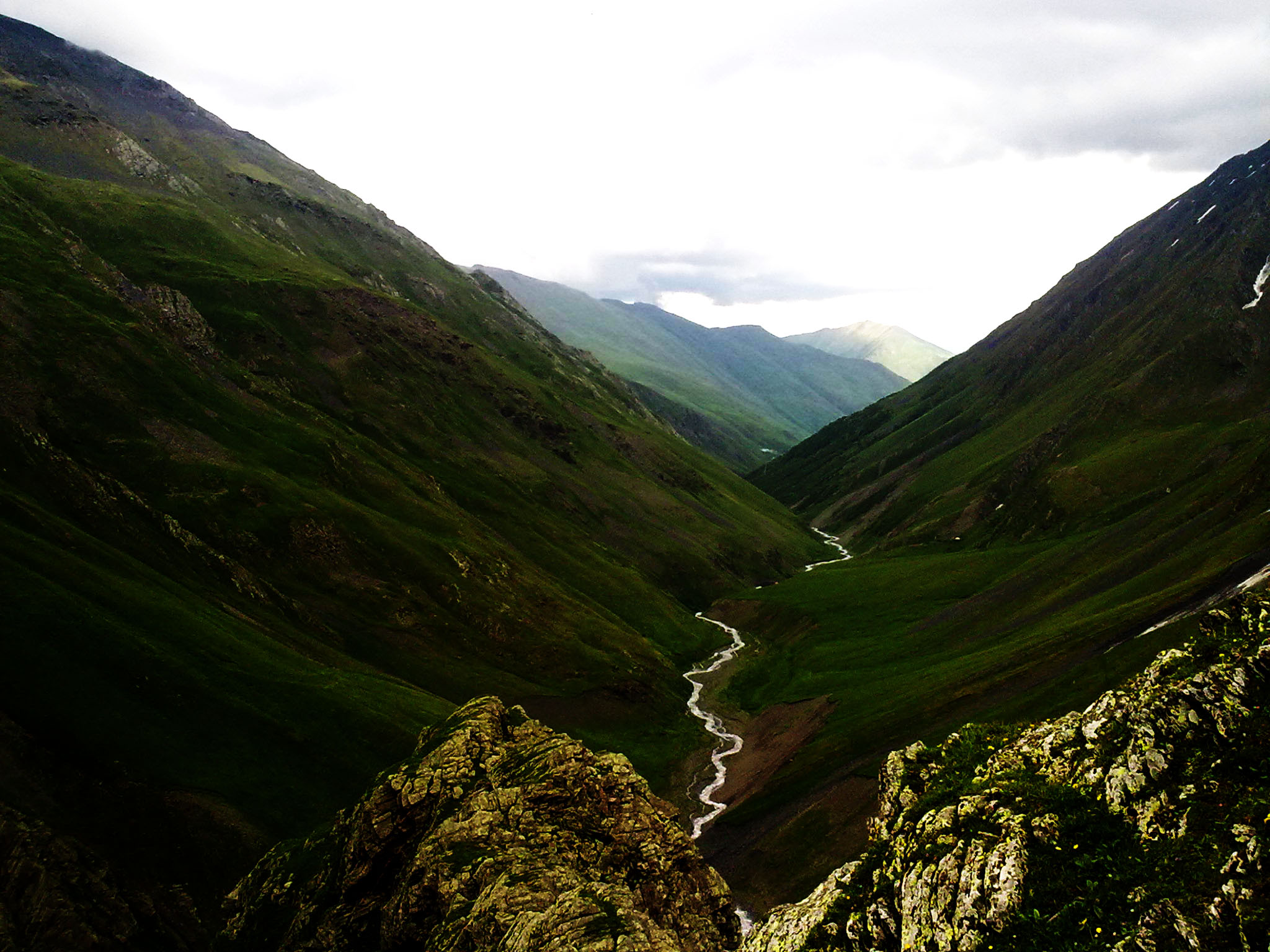
Scharoargun-Fluss in Tschetschenien

1997 wurde Aslan Maschadow bei Neuwahlen Präsident. Er behauptete sich jedoch nicht gegen die immer stärker werdenden radikalen Gruppierungen, die von eingeströmten ausländischen, zumeist arabischen Kriegsherren ideologisch inspiriert, finanziert und teilweise angeführt wurden. Mit der Zeit ließ sich Maschadow immer mehr auf eine Kooperation mit ihnen ein. Am 21. Mai 1998 hatte eine wahhabitische Gruppe versucht, das Dagestaner Regierungsgebäude zu stürmen. Ein Terroranschlag in Machatschkala, der Hauptstadt der benachbarten russischen Republik Dagestan, am 4. September, bei dem 17 Personen ums Leben kamen, wurde ebenso den tschetschenischen Terroristen angelastet wie die Tötung des als gemäßigt geltenden Oberhauptes der Muslime Dagestans, Mufti Said Muhammad Abubakarow.

### Zweiter Tschetschenienkrieg
Am 7. August 1999 marschierten wahhabitische Einheiten unter Führung von Schamil Bassajew und Ibn al-Chattab in Dagestan ein, um es einem islamisch-fundamentalistischen Kalifatstaat anzuschließen, der langfristig den ganzen Nordkaukasus umfassen sollte. Es kam zu schweren Gefechten mit der russischen Armee. Bis Ende September 1999 wurden die tschetschenischen Einheiten aus Dagestan vertrieben.
Sowohl vor als auch nach dem Einfall in Dagestan hatte es andere Terroranschläge auf russischem Gebiet gegeben, insbesondere in Wolgodonsk und Moskau. Die russische Regierung machte tschetschenische Separatisten für die Taten verantwortlich; die Tschetschenen bestritten das jedoch. Eine 2002 initiierte öffentliche Kommission kam zu dem Schluss, dass nicht tschetschenische Terroristen, sondern der Geheimdienst FSB hinter den Anschlägen stünde. Daraufhin kam es zu mehreren unnatürlichen Todesfällen von führenden Kommissionsmitgliedern, politisch motivierten Verfahren und Verurteilungen, Todesfällen unter ungeklärten Umständen, sowie Körperverletzungen. Zum Vorfall in Rjasan erläuterte der Chef des FSB, die Sprengvorrichtung im Keller des Wohnhauses sei nur eine Attrappe gewesen, sie habe bloß Zucker enthalten. Der FSB habe nur eine „Übung“ abgehalten.
1999 kündigte Wladimir Putin, damals im Amt des Ministerpräsidenten, eine militärische Lösung des Tschetschenien-Konfliktes an, um es wieder unter die vollständige Kontrolle der russischen Zentralregierung zu stellen. Am 1. Oktober 1999 marschierte die russische Armee in Tschetschenien ein und begann mit einer breit angelegten sogenannten „Antiterror-Operation“ den Zweiten Tschetschenienkrieg. Im Gegensatz zu seinem Vorgänger gelang es Putin, die Kämpfe schnell zu beenden und Tschetschenien vollständig unter russische Kontrolle zu bringen. Die de facto Existenz des unabhängigen Staates wurde damit beendet und die Region erhielt wieder den Status einer autonomen Republik innerhalb Russlands. Die heute noch aktive Rebellenbewegung in Tschetschenien hält allerdings noch an dem Terminus Tschetschenische Republik Itschkerien fest. Offiziell für beendet erklärt wurde der Zweite Tschetschenienkrieg von russischer Seite erst 2009.

### Nach dem Kriegsgeschehen

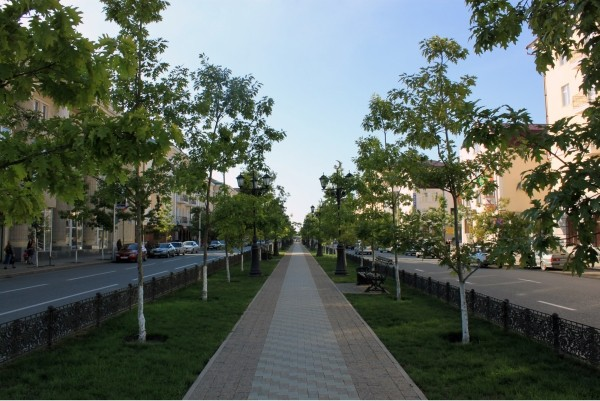
Neuangelegte Promenade in Grosny

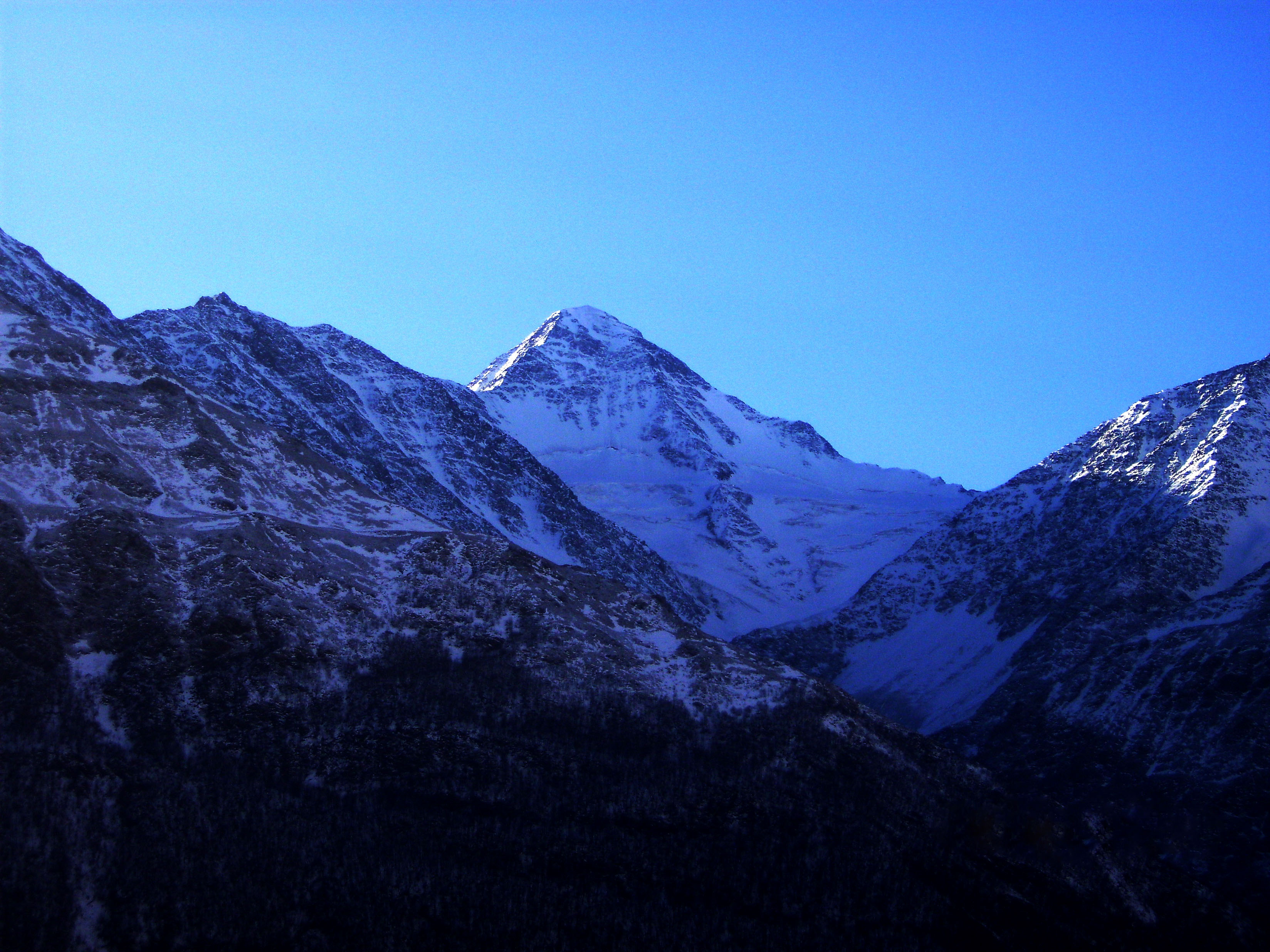
Der 4261 m hohe Komito an der Grenze zu Georgien

Vor allem die Hauptstadt Grosny, aber auch andere Städte und einige Dörfer waren weitgehend zerstört; viele Menschen, darunter auch ein großer Teil der sehr gut Ausgebildeten, hatten die Republik verlassen. Es folgte eine von Terroranschlägen, Gewalt und Menschenrechtsverletzungen geprägte Zeit. Am 23. Oktober 2002 nahmen tschetschenische Terroristen unter Führung von Mowsar Barajew bei der Aufführung des Stückes „Nord-Ost“ im Moskauer Dubrowka-Theater etwa 700 Geiseln und forderten von der russischen Regierung den sofortigen Abzug des russischen Militärs aus Tschetschenien. Bei der umstrittenen Befreiungsaktion durch Spezialeinheiten unter Einsatz von Betäubungsgas kamen 41 Terroristen sowie 129 Geiseln ums Leben.
Bei den Präsidentschaftswahlen am 5. Oktober 2003 wurde Achmat Kadyrow, der Chef der Verwaltungsbehörde, Präsident. Kadyrow, eine ehemalige Schlüsselfigur der Unabhängigkeitsbewegung, hatte zuvor die Seiten gewechselt. Die Wahl wurde von einigen westlichen Politikern und vom bisherigen von Russland nicht anerkannten Präsidenten Maschadow als Farce bezeichnet. Maschadow tauchte in den Untergrund ab und rief zum weiteren Kampf gegen die neue Regierung und gegen Russland auf. Ein Bombenanschlag auf das tschetschenische Regierungsgebäude in Grosny am 27. Dezember 2002 forderte 72 Todesopfer. 2002 wurden 5695 Menschen in Tschetschenien Opfer von Landminen. Im Februar 2003 erließen die Vereinigten Staaten Sanktionen gegen tschetschenische Terrorgruppen und setzten sie auf ihre Liste terroristischer Organisationen, unter anderem infolge der Bombenattentate in Moskau. Außerdem wurden verdächtige Bankkonten von den Vereinigten Staaten eingefroren.
Bei einer Volksbefragung in Tschetschenien am 23. März 2003 stimmten laut offiziellem Ergebnis 95,5 Prozent der Bevölkerung für den Verbleib in der Russischen Föderation. Nach diesem Referendum erhielt die Republik durchgehend ein föderales Budget zur Finanzierung des Wiederaufbaus. Laut dem Buch Die Moskau-Connection standen die Ergebnisse der angeblichen Volksbefragung bereits zuvor fest. Ähnlich sei es bei der Präsidentschaftswahl im Spätsommer 2004 gewesen.
Am 9. Mai 2004 wurde Präsident Kadyrow bei einem Bombenanschlag getötet. Gewählter Nachfolger Kadyrows wurde im August 2004 Alu Alchanow. Im Juni 2004 erklärte der im Untergrund lebende Maschadow in einem Radiointerview, die tschetschenischen Rebellen seien dabei, ihre Taktik zu ändern. „Bislang haben wir uns auf Sabotageakte konzentriert, von nun an werden wir Großangriffe starten.“ Am 21. Juni 2004 drangen nach Augenzeugenberichten etwa 100 bis 200 schwer bewaffnete Kämpfer aus Tschetschenien in die Nachbarrepublik Inguschetien ein und umstellten mehrere Polizeistationen und eine Kaserne von Grenzsoldaten. Zahlreiche Polizisten, Soldaten sowie Mitarbeiter der Staatsanwaltschaft und des russischen Inlandsgeheimdienstes FSB wurden erschossen, weiterhin 102 Zivilisten sowie der inguschetische Innenminister Abukar Kostojew. Im August 2004 sprengten zwei vermutlich tschetschenische Selbstmordattentäterinnen zwei russische Tupolew-Passagiermaschinen und töteten etwa 90 Menschen. Am 1. September 2004 stürmten tschetschenische Terroristen eine Schule in Beslan und nahmen mehr als 1100 Geiseln, zum größten Teil Kinder, um die Entlassung von in Inguschetien inhaftierten tschetschenischen Gesinnungsgenossen und den Abzug Russlands aus Tschetschenien zu erwirken. Nach erfolglosen Verhandlungen wurde die Schule unter umstrittenen Umständen von der russischen Armee gestürmt. Dabei kamen mehr als 300 Geiseln ums Leben. Die Verantwortung für beide Terroranschläge übernahm später der Anführer der tschetschenischen Freischärler, Schamil Bassajew (vgl. Geiselnahme von Beslan).
Am 8. März 2005 wurde Maschadow bei einer Spezialoperation des FSB in der Ortschaft Tolstoi-Jurt getötet, nachdem er angeblich erst eine Woche zuvor erneut Gesprächsbereitschaft zugesagt hatte. Der nominelle Präsident der Gegenregierung war danach bis zum 17. Juni 2006 Scheich Abdul Halim Sadulajew. Er wurde von russischen Truppen während einer antiterroristischen Operation in seiner Heimatstadt Argun getötet. Als sein Nachfolger galt wiederum der Feldkommandant der Rebellen Doku Umarow, der sich 2007 zum Emir eines neu ausgerufenen „Kaukasus-Emirats“ erklärte.
Seit dem 1. März 2007 ist Ramsan Kadyrow, der Sohn des getöteten prorussischen Präsidenten Achmad Kadyrow, Präsident des Landes. Am 5. April 2007 wurde er vereidigt. Anfang 2011 wurde seine Amtszeit um weitere vier Jahre verlängert. Seit Herbst 2010 trägt Kadyrow nicht mehr die Bezeichnung Präsident, sondern „Oberhaupt“ der Republik. Zur Absicherung seiner Machtstellung im Inneren, aber auch als bewaffnete Kräfte in äußeren Konflikten dient die paramilitärische Sicherheitstruppe der Kadyrowzy.
In der Tschetschenischen Republik ist es im sozioökonomischen Bereich in den letzten Jahren zu starken Verbesserungen gekommen, auch die Gewalt hat merklich abgenommen. Dennoch besteht im Vergleich zu anderen russischen Regionen nach wie vor Aufholbedarf. Der Wiederaufbau wird von Seiten der tschetschenischen Behörden als noch nicht abgeschlossen angesehen, und auch aus dem föderalen Zentrum wird in den nächsten Jahren noch Geld in diesen weiteren Wiederaufbau fließen.
Ramsan Kadyrow regiert Tschetschenien seitdem autokratisch, ihm werden schwere Menschenrechtsverletzungen vorgeworfen. Die Zahl der Vermissten und Ermordeten hat im Jahr 2009 deutlich zugenommen. Kadyrow und in Folge der Bürgermeister von Grosny, Muslim Chutschiejew, haben öffentlich geäußert, dass sie Familien, die Verwandte in den Wäldern – damit sind Rebellen gemeint – haben, bestrafen werden. Abbrennen der Häuser, Folter und Mord sind die Methoden der sogenannten Kadyrowskys, der Kadyrow unterstehenden Milizen. Für den Kreml wird Kadyrow mit seiner absolutistischen Herrschaftsform immer weniger kontrollierbar. Mit aller Härte geht er gegen die islamistischen Extremisten vor und sorgt somit in den Augen der russischen Führung für den „Frieden“. Die Reichweite seiner Machtbefugnisse ist so weit gegangen, dass er selbst die Autorität der direkt Moskau unterstellten Sicherheitsorgane in Tschetschenien nicht mehr anerkennt und seine damit verbundene Unzufriedenheit offen zum Ausdruck bringt. So etwa kritisierte Kadyrow einen Anti-Terror-Einsatz des russischen Innenministeriums, mit dem er die Macht in Tschetschenien nicht teilen will, in Grosny im Jahr 2015. Seiner Unantastbarkeit scheint sich Kadyrow sicher zu sein: „Solange mich Putin unterstützt, kann ich tun, was ich will.“
Im Jahr 2013 ist die Zahl der Menschen aus der Russischen Föderation, die in den 44 Industriestaaten Asyl gesucht haben, auf 39.779 Personen angestiegen, was Platz 2 unter den Herkunftsländern bedeutete. Verantwortlich ist an erster Stelle eine starke Zunahme von Flüchtlingen aus Tschetschenien. Im Jahr 2017 stieg die Anzahl von im Verlauf von Kampfhandlungen Getöteter wieder massiv an, um ganze 74 % gemäß den zugänglichen Daten. Opfer von Kampfhandlungen und Terroranschlägen wurden mindestens 50 Menschen, wovon 34 starben und 16 verletzt wurden.
Im Mai 2018 wurde in der tschetschenischen Hauptstadt Grosny eine orthodoxe Kirche angegriffen. Infolge des Angriffs wurden zwei Polizeibeamte und eine weitere Person getötet. Die Terrororganisation „Islamischer Staat“ reklamierte den Anschlag für sich. Der tschetschenische Machthaber Kadyrow hat jedoch diese Information bestritten mit der Begründung, dass es „in Tschetschenien keinen ‚Islamischen Staat‘ gibt“.
Im seit 2014 bestehenden Russisch-Ukrainischen Krieg, der ab Februar 2022 von Russland mit einer Invasion und anschließender Annexion ukrainischer Gebiete weiter eskaliert wurde, kämpfen Tschetschenen auf beiden Seiten. Im Oktober 2022 bezeichnete das ukrainische Parlament die „Tschetschenische Republik Itschkerien“ als ein „vorübergehend von Russland besetztes“ Gebiet.

## Politisches System
Die Republik wird von einem Präsidenten regiert dem zur Seite als Legislative das Tschetschenische Parlament steht.

## Verwaltungsgliederung und Städte
Die Republik Tschetschenien gliedert sich in 17 Rajons und 2 Stadtkreise. Die Stadtkreise werden von der Hauptstadt Grosny, der mit Abstand größten Stadt und einzigen Großstadt der Republik, sowie Argun gebildet. Daneben gibt es (Stand 2024) neun weitere Städte, von denen Urus-Martan, Schali und Gudermes die größten sind. Die zwei früheren Siedlungen städtischen Typs Goragorski (jetzt Goragorsk) und Tschiri-Jurt wurden 2009 zu ländlichen Siedlungen herabgestuft.
| Name             | Russisch     | Rajon                 | Einwohner 14. Oktober 2010 |
| ---------------- | ------------ | --------------------- | -------------------------- |
| Argun            | Аргун        | Stadtkreis            | 29.525                     |
| Atschchoi-Martan | Ачхой-Мартан | Atschchoi-Martanowski | 20.172                     |
| Grosny           | Грозный      | Stadtkreis            | 271.573                    |
| Gudermes         | Гудермес     | Gudermesski           | 45.631                     |
| Kurtschaloi      | Курчалой     | Kurtschalojewski      | 22.723                     |
| Naurskaja        | Наурская     | Naurski               | 9.050                      |
| Oischara         | Ойсхара      | Gudermesski           | 9.489                      |
| Schali           | Шали         | Schalinski            | 47.708                     |
| Schelkowskaja    | Шелковская   | Schelkowskoi          | 11.112                     |
| Sernowodskoje    | Серноводское | Sunschenski           | 10.805                     |
| Urus-Martan      | Урус-Мартан  | Urus-Martanowski      | 49.070                     |

## Wirtschaft
Tschetschenien ist agrarisch geprägt. So sind etwa 70 % der tschetschenischen Bevölkerung in der Landwirtschaft tätig. Die landwirtschaftliche Nutzfläche auf dem Territorium der Republik umfasst 1.200.000 Hektar, zu Zeiten der Sowjetunion wurden 30–40 % der Fläche bearbeitet, heutzutage werden fast 80 % bewirtschaftet. In der Republik werden beispielsweise Getreide, Obst und Gemüse angebaut und Viehzucht betrieben. Infolge des Krieges wurden bis vor kurzem noch fast alle landwirtschaftlichen Erzeugnisse importiert, mittlerweile aber ein großer Teil wieder selbst produziert.
Tschetschenien besitzt aber vor allem aufgrund seiner rund 30 Millionen Tonnen Erdölvorräte größere wirtschaftliche Bedeutung. Früher gab es hier die unterirdische Schwermaschinenfabrik „Roter Hammer“, in der unter anderem Panzer gebaut wurden. In den Tschetschenienkriegen seit 1994 wurden alle Betriebe Tschetscheniens zerstört. Verschiedene lebensmittelverarbeitende Industriebetriebe wurden in den letzten Jahren wieder aufgebaut.
2014 war der Staatshaushalt Tschetscheniens zu 82 Prozent aus Russland alimentiert.

## Gesundheit
Die medizinische Grundversorgung ist in Tschetschenien flächendeckend gewährleistet. Spezialisierte Kliniken sind jedoch nur in der Hauptstadt Grosny verfügbar. Kriegsbedingt herrscht noch immer ein Mangel an qualifiziertem medizinischen Personal. Dieser wird mittels Ausbildungsmaßnahmen und durch die Bemühung um fachkräftebezogene Rückkehrer aus anderen Teilen Russlands sowie aus dem Ausland zu verbessern versucht.

## Bildung
Während der beiden Tschetschenienkriege wurden viele Schulen zerstört. Aufgrund dessen und wegen der unsicheren Sicherheitslage und dem mit der Abwanderung von qualifiziertem Personal einhergehenden Lehrermangel verschlechterte sich das Bildungswesen und das Bildungsniveau in Tschetschenien. Durch die Wiederaufbauprogramme ist die Bildung in Tschetschenien wieder flächendeckend gewährleistet. Derzeit gibt es 215.000 Schüler in Tschetschenien, 454 Schulen sind in vollem Umfang funktionstüchtig. Es gibt 15 Technische Schulen und 3 Hochschulen, an denen insgesamt 60.000 Schüler und Studenten immatrikuliert sind.

## Religion und Kultur

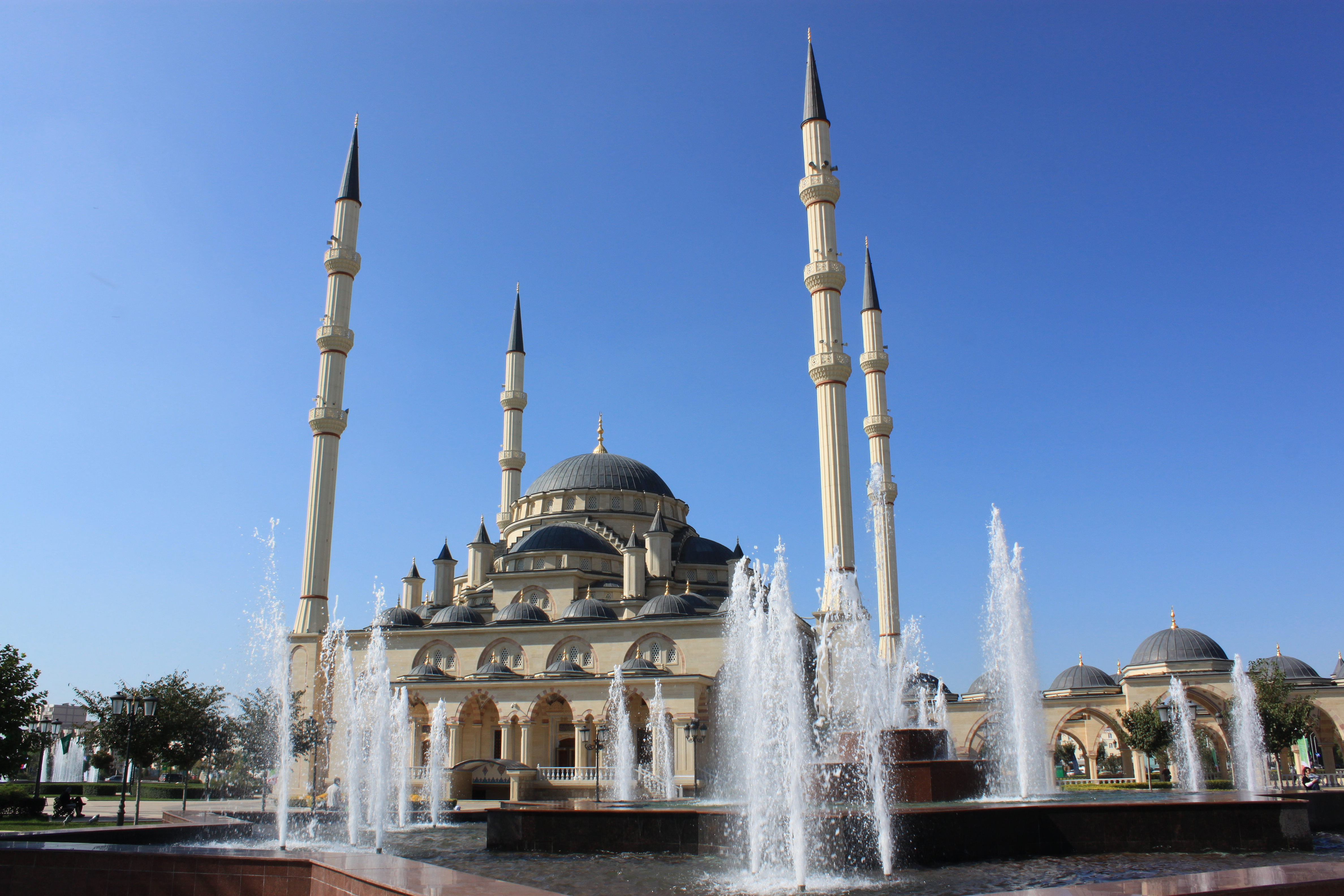
Achmat-Kadyrow-Moschee in Grosny

Zwischen dem 8. und 13. Jahrhundert war vermutlich ein Teil der Tschetschenen christianisiert. Ab dem 10. Jahrhundert standen die Tschetschenen unter dem Einfluss der christlichen Georgier, besonders während der Herrschaft der Königin Tamar (reg. 1184–1213). Es gibt heute noch Kirchen und Kreuze in Tschetschenien und Inguschetien. Der Islam erreichte Tschetschenien vermutlich im Mittelalter und vermischte sich mit alten Riten und Glaubensvorstellungen. Die Mehrheit der tschetschenischen Bevölkerung gehört heute der sunnitischen Glaubensrichtung an, wobei hier eine mystische Form des Islam, der Sufismus, vorherrschend ist. Sufi-Bruderschaften, allen voran die Naqschbandīya, die sich in den 1820er Jahren ausbreitete, hatten in der Republik im Verlauf der Geschichte große Bedeutung: Neben den gesellschaftlich tief verwurzelten Clan-Beziehungen hatten die Bruderschaften großen Einfluss auf clanübergreifende Zusammenschlüsse in Konfliktsituationen. Heute leben die Anhänger der Naqschbandīya überwiegend im Osten von Tschetschenien und die Anhänger des Qādirīya-Ordens, der um die Mitte des 19. Jahrhunderts von Kunta Haddschi Kischijew eingeführt wurde, leben mehr im Westen und in Inguschetien. Die sufischen Orden sind strikte Gegner des sich seit den 1990er Jahren ausbreitenden Wahhabismus.
Das Gewohnheitsrecht (Adat) des Nordkaukasus ist in Tschetschenien als nochtschalla bekannt. Es beeinflusst in der traditionellen Gesellschaft alle Bereiche des Alltagslebens und war bis ins 20. Jahrhundert die am meisten akzeptierte Grundlage für die Rechtsprechung. Die vorislamischen Bräuche innerhalb des Adat/nochtschalla, die unter dem Begriff lamkerst zusammengefasst wurden und zu denen auch Blutrache gehörte, sind heute praktisch ohne Bedeutung.
Die tschetschenische Volksmusik wird in instrumentale Musik zum Zuhören, Begleitmusik für Tänze und sonstige kulturelle Veranstaltungen und in Vokalmusik unterschieden. Die bedeutendste Vokalmusikgattung sind die rezitativ vorgetragenen, historischen Lieder (illi) der Männer, in denen die heldenhafte Vergangenheit des Volkes besungen wird. Als nationales Musikinstrument gilt die dreisaitige, gezupfte Langhalslaute detschig pondur. Für die Liedbegleitung ist auch das Ende des 19. Jahrhunderts eingeführte Akkordeon kechat pondur beliebt. Das Instrumentalensemble mit der Zylindertrommel wota und der Kegeloboe zurna gehört zu einer in Westasien weit verbreiteten Musikgattung für die Unterhaltung von Familienfeiern (in Anatolien heißt das Instrumentenpaar davul – zurna und auf dem Balkan tapan – zurle).

## Menschenrechte
Internationale Beobachter und Mitglieder von Menschenrechtsorganisationen melden seit dem Beginn des Zweiten Tschetschenienkriegs immer wieder schwere Menschenrechtsverletzungen an der tschetschenischen und russischen Zivilbevölkerung sowie an Gefangenen der russischen Truppen in Tschetschenien. Die tschetschenische Regierung billigt offiziell sogenannte Ehrenmorde.
Insbesondere Menschenrechtler sind auch nach dem Kriegsende – und vermehrt seit dem Beginn der Präsidentschaft Ramsan Kadyrows – immer wieder Opfer von Anschlägen geworden:
- Der Leiter des tschetschenischen Hilfswerks „Rettet die nächste Generation“ Murad Muradow und ein Mitarbeiter wurden im April 2005 entführt und ermordet. Dasselbe geschah mit seiner Nachfolgerin Sarema Sadulajewa und ihrem Mann im August 2009.
- Die Journalistin und Aktivistin für Menschenrechte Anna Politkowskaja wurde am 7. Oktober 2006 in Moskau ermordet. Sie hatte in vielen Veröffentlichungen die Kriegsverbrechen und Verbrechen gegen die Menschlichkeit der russischen sowie tschetschenischen Führung in Tschetschenien angeprangert.
- Der Rechtsanwalt Stanislaw Markelow, der sich für Opfer von Menschenrechtsverletzungen in Tschetschenien einsetzte, wurde im Januar 2009 in Moskau erschossen.
- Die Memorial-Mitarbeiterin Natalja Estemirowa wurde im Juli 2009 in Grosny entführt und ermordet. Danach stellte Memorial seine Arbeit in Tschetschenien (vorübergehend) ein.
- 2014 ging das Büro des russischen «Komitees gegen Folter» in Flammen auf.
- Memorial untersuchte weiterhin Menschenrechtsverletzungen, worauf der Leiter der Niederlassung im Januar 2018 auf der Basis untergeschobener Vorwürfe verhaftet wurde:[34][35] Ihm wurden Drogen derart stümperhaft untergeschoben, dass die Polizei das Deponieren „seiner“ Drogen in dessen Auto wiederholen musste, um überhaupt als gerichtsfähig zu gelten. Die Berichte von Menschenrechtlern waren aus Sicht des Regimes Ursache für Sanktionen durch das Ausland, die Menschenrechtler wurden aus diesem Grund zu Staatsfeinden erklärt. Die Untersuchungsbehörden versuchten im Verlauf des Verfahrens, die Anwälte des Verhafteten zu manipulieren.[36]

Entführungen, die bis 2009 gemäß einer Reportage der Nowaja gaseta „üblich“ waren, waren auch noch im Jahr 2019 „nicht ungewöhnlich“. Oft würden die Opfer ihren eigenen Namen rufen in der Hoffnung, dass die Augenzeugen der Entführung nicht schwiegen.
Human Rights Watch veröffentlichten 2016 den Bericht Wie ein Spaziergang durch ein Minenfeld. Brutales Vorgehen gegen Kritiker in Russlands Teilrepublik Tschetschenien. In diesem erwähnt Alexander Tscherkassow (Vorstandsmitglied der Menschenrechtsorganisation Memorial in Moskau) mehrere Fälle, in denen Menschen, die sich zuvor über soziale Missstände in Tschetschenien beschwert hatten, dazu gezwungen wurden, sich vor laufender Kamera zu entschuldigen und ihre Liebe zu Ramsan Kadyrow zu bekunden.
Die sexuellen Minderheiten Tschetscheniens sind besonderen Gefahren ausgesetzt, insbesondere schwule Männer und Transsexuelle gar akuter Lebensgefahr. Wie Reporterinnen der Nowaja gaseta 2017 recherchierten, kam es Anfang 2017 zur Verschleppung, Folter und außergerichtlichen Hinrichtung von Dutzenden von Menschen aufgrund ihrer vermuteten Homosexualität. Mindestens 27 Menschen wurden hingerichtet, zahlreiche weitere wurden gefoltert und viele werden vermutlich weiterhin in speziellen Geheimgefängnissen festgehalten (mitunter verglichen mit Arbeits- und Konzentrationslagern). Dem ethnischen Russen Maxim Lapunow gelang die Flucht nach zwölf Tagen Folter, worauf er Strafanzeige gegen die Verantwortlichen stellte. Der Sprecher des Republikoberhaupts Ramsan Kadyrow kommentierte nur: „Man kann niemanden verhaften oder unterdrücken, den es in der Republik gar nicht gibt, würden solche Leute in Tschetschenien existieren, müssten die Sicherheitsbehörden sich gar nicht um sie kümmern, da ihre Verwandten sie selbst an einen Ort schicken würden, von dem sie nicht zurückkehren.“ Nachdem sich Russland geweigert hatte, gemäß dem Moskauer Mechanismus der OSZE einen eigenen Experten zur Untersuchung zu bestimmen, wurden die Sachverhalte durch den Völkerrechtsprofessor Wolfgang Benedek bestätigt, darunter illegale Inhaftierung, Folter, Sippenhaft sowie Korruption der Sicherheitskräfte bis hin zu Lösegeldforderungen.

### Anzeigen in Deutschland wegen Folter von Homosexuellen
Eine Berliner Menschenrechtsorganisation hat Mitarbeiter tschetschenischer Sicherheitsbehörden wegen Folter von Homosexuellen angezeigt. Sie erhoffe sich Ermittlungen, die Russland strikt verwehre, melden Süddeutsche Zeitung und WDR im April 2021. Die Attacken seien Teil eines Plans von Machthaber Ramsan Kadyrow zur Verwirklichung einer reinen, heteronormativen tschetschenischen Gesellschaft. Dazu gehöre auch eine angeblich geplante Säuberung, das Verschwinden von homo- und bisexuellen Männern aus der Republik.
Juristen vom „European Center for Human and Constitutional Rights“ (ECCHR) sehen in den Verhaftungswellen Verbrechen gegen die Menschlichkeit, die nicht länger straflos bleiben dürften. Die Berliner Menschenrechtsorganisation hat fünf hochrangige Vertreter des tschetschenischen Sicherheitsapparats beim Generalbundesanwalt in Karlsruhe angezeigt. Sie sollen für den geplanten, systematischen Angriff auf Homosexuelle in Tschetschenien verantwortlich sein, etwa weil sie die Aktionen angeordnet oder selbst an den Folterungen teilgenommen haben. Mit der Strafanzeige wollen die Juristen erreichen, dass internationale Haftbefehle erwirkt werden. Die mutmaßliche tschetschenische Säuberung soll in Deutschland aufgeklärt werden.
Mitglieder des Russischen LGBT-Netz schleusten daraufhin LGBT-Personen aus Tschetschenien heraus zunächst in ein Safehouse, die meisten wurden außer Landes gebracht, sofern andere europäische Staaten diese aufnehmen wollten. Die Arbeit des LGBT-Netzes wurde mit der Kamera begleitet und die Doku unter dem Namen „Welcome to Chechnya“ veröffentlicht. Eines der Opfer, Maxim Lapunov, zog sogar gegen Tschetschenien vor Gericht.

„Man kann niemanden verhaften oder unterdrücken, den es in der Republik gar nicht gibt. Würden solche Leute in Tschetschenien existieren, müssten die Sicherheitsbehörden sich gar nicht um sie kümmern, da ihre Verwandten sie selbst an einen Ort schicken würden, von dem sie nicht zurückkehren.“